# 水华

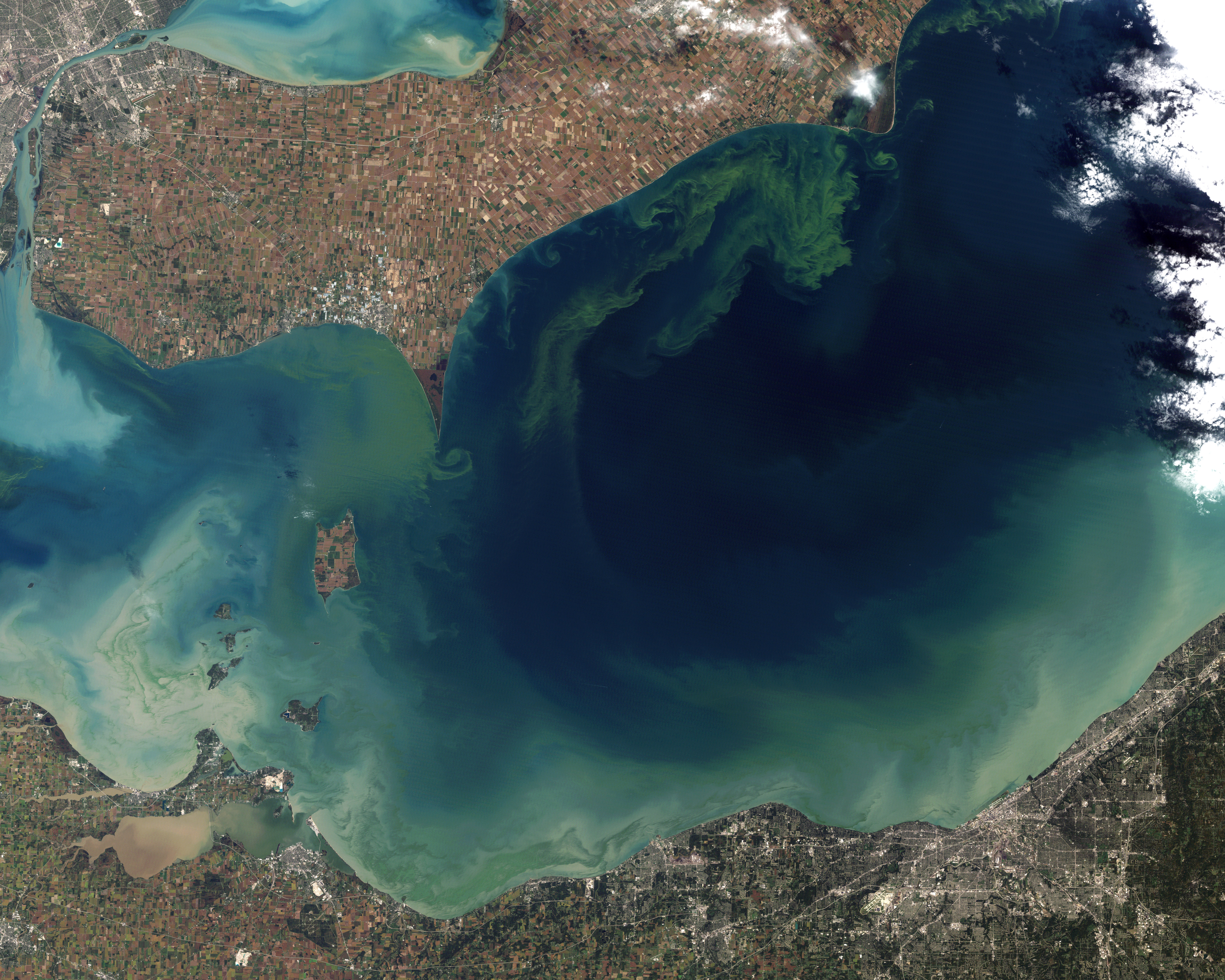
北美洲伊利湖（Lake Erie）的大规模藻華，从太空中可以看到。

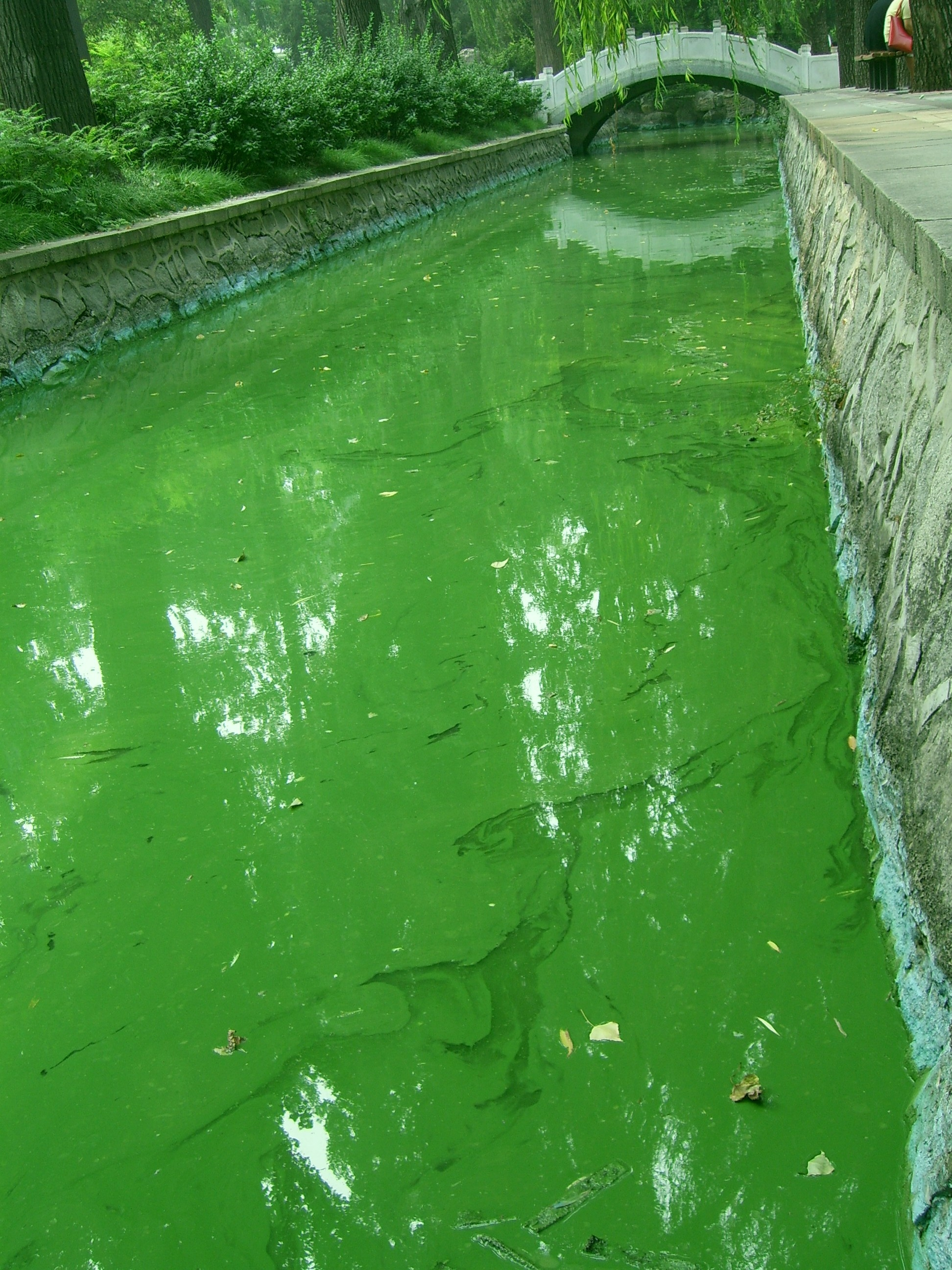
2005年北京動物園中水系發生的水華（绿潮）

水华（Water bloom）或藻華（Algal bloom），通常为學術所称“水體富营养化”而造成，是發生在淡水或海洋水系中藻类数量的迅速增加或积累。藻类一词包括多种水生光合生物，既有像海藻这样的宏观多细胞生物，也有像蓝藻这样的微观单细胞生物。藻华通常指的是微观单细胞藻类的快速生长，而不是宏观藻类。海藻林就是宏观藻华的一个例子。
藻华是由于各种来源（如化肥径流或其他形式的養分污染）的氮或磷等营养物质进入水生系统并导致藻类过度生长的结果。短时间内大规模繁殖的藻类会快速消耗大量氧气（远超藻类自身光合作用的产氧率），使得当地水体缺氧造成许多水生动物窒息死亡，而这些动物的残骸在腐烂过程中又会造成二次污染，因此藻华会影响整个水域生态系统。
藻華由水體中氮磷含量過高導致藻類、細菌或浮游生物突然性過度增殖的一種自然現象，同時也是一種二次污染。通常水的顏色呈現出綠色或藍色。
“水華”是淡水中的一種自然生態現象，涉及到的藻類有藍藻（即藍細菌）、綠藻、矽藻等。自然形成的水華現象會很快消失，並不會帶來環境影響。
而人為的往水體中排放氮鹽（主要是銨鹽、硝酸鹽和亞硝酸鹽）和磷鹽（主要是正磷酸鹽正和各種形態的磷酸鹽），使得淡水富營養化。當水中磷化物過高，會有利於藍綠藻的生長。而當這些營養物超出環境容量和自淨能力，會令“水華”頻繁出現，面積逐年擴散，持續時間逐年延長。中國的太湖、滇池、巢湖、洪澤湖，美國俄勒岡州南部克拉馬斯縣的上克拉馬斯湖都有水華現象，這可能與含磷的清潔劑不斷被排放到水體有關。
“水華”造成的最大危害是：飲用水源受到威脅，藻類毒素通過食物鏈影響人類健康。例如藍藻的次生代謝產物藍藻毒素能損害肝臟，有致癌可能性。
對有害藻華（HAB）的觀測、預警和防控對人類健康和沿海地區社會經濟尤為重要，國際社會高度關注有害藻華綜合觀測預警體系建設，有學者早在2003年開發了有害藻華預警系統，美國海洋綜合觀測系統（IOOS）針對墨西哥灣、加州近海和緬因灣等有害藻華多發海域，針對性地建立了有害藻華檢測預警系統。歐洲和東亞國家也在佈局構建有害藻華監測預警體系。

## 特徵
藻華一詞的定義因科學領域的不同而不一致，從無害藻類的 "小藻華 "(minibloom)到大規模、有害的藻華事件都有可能。由於"藻類"是一個廣泛的術語，包括大小、生長速度和營養需求各不相同的生物，因此沒有官方認可的藻華閾值。由於科學界尚未達成共識，因此可以透過幾種方法來描述和量化藻華：測量新藻生物量、光合色素濃度、量化藻類的負面影響，或藻類與其他微生物群落相比的相對濃度。
例如，藻華的定義包括葉綠素濃度超過100 ug/L,、葉綠素濃度超過5 ug/L,、被視為藻華的物種濃度超過 1000 個細胞/毫升，以及藻類物種濃度偏離正常生長狀態。
藻華是特定藻類所需營養物質被引入當地水生系統的結果。這種限制生長的營養素通常是氮或磷，但也可以是鐵、維生素或胺基酸。 在水中增加這些營養物質有幾種機制。在開闊的海洋和海岸線上，風和海底地形產生的上升流可將營養物質吸入海洋的透光帶，或陽光照射區。 在沿海地區和淡水系統中，農業、城市和污水徑流會導致藻類大量繁殖。

## 資料來源
1. ↑  . 國家教育研究院資訊網. （原始内容存档于2014-08-26） （中文（繁體））.
2. ↑  . 國家教育研究院資訊網.   [2014-08-22]. （原始内容存档于2014-08-26） （中文（繁體））.
3. 1 2 3  Barsanti, Laura; Gualtieri, Paolo. . Boca Raton, FL: CRC Press. 2014: 1. ISBN 978-1-4398-6733-4.
4. ↑  Smayda, Theodore J. . Limnology and Oceanography. July 1997, 42 (5part2): 1132–1136. Bibcode:1997LimOc..42.1132S. doi:10.4319/lo.1997.42.5_part_2.1132 .
5. 1 2  Toye, Suelan. . Ryerson University. 2007-01-26 （英语）.[永久]
6. ↑  Lee, Joseph H. W.; Huang, Yan; Dickman, Mike; Jayawardena, A. W. . Ecological Modelling. 2003-01-15, 159 (2). ISSN 0304-3800. doi:10.1016/S0304-3800(02)00281-8.
7. 1 2  Smayda, Theodore J. . Limnology and Oceanography. 1997, 42 (5part2): 1132–1136. Bibcode:1997LimOc..42.1132S. ISSN 1939-5590. doi:10.4319/lo.1997.42.5_part_2.1132 .
8. ↑  Tett, P. . Rapp. P.-v. Reun. Cons. Int. Explor. Mer. 1987, 187: 47–60.
9. ↑  Jonsson, Per R.; Pavia, Henrik; Toth, Gunilla. . Proceedings of the National Academy of Sciences of the United States of America. 2009-07-07, 106 (27): 11177–11182. Bibcode:2009PNAS..10611177J. ISSN 0027-8424. PMC 2708709 . PMID 19549831. doi:10.1073/pnas.0900964106 .
10. ↑  Kim, H.G. . . Developments in Marine Biology 3. Elsevier. 1993: 769–773.
11. ↑  Parker, M. . Rapp. P.-v. Reun. Cons. Int. Explor. Mer. 1987, 187: 108–114.
12. ↑  Carstensen, Jacob; Henriksen, Peter; Heiskanen, Anna-Stiina. . Limnology and Oceanography. January 2007, 52 (1): 370–384  [2024-06-23]. Bibcode:2007LimOc..52..370C. ISSN 0024-3590. S2CID 15978578. doi:10.4319/lo.2007.52.1.0370. （原始内容存档于2024-06-23）.
13. ↑  Hallegraeff, Gustaaf M.; Anderson, Donald Mark; Cembella, Allan D.; Enevoldsen, Henrik O.  Second revised. Paris: UNESCO. 2004. ISBN 9231039482. OCLC 493956343.
14. ↑  Gilbert, Patricia M.; Anderson, Donald M.; Gentien, Patrick; Graneli, Edna; Sellner, Kevin G. . Oceanography. 2005, 8 (2): 130–141  [2024-06-23]. （原始内容存档于2024-09-18）.